# Tiarocera cornuta
Tiarocera cornuta är en skalbaggsart som beskrevs av Hippolyte Louis Gory och Achille Rémy Percheron 1833. Tiarocera cornuta ingår i släktet Tiarocera och familjen Cetoniidae. Inga underarter finns listade i Catalogue of Life.